# Porquéricourt
49°35′39″N 2°57′39″Ø / 49.59417°N 2.96083°Ø
Porquéricourt er en kommune i departementet Oise, i Picardie-regionen i det nordlige Frankrig. Kommunen ligger i kantonen Noyon tilhører arrondissement Compiègne. I 2010 havde Porquéricourt 352 indbyggere.